# Проскуряны
Проскуряны (рум. Proscureni, Проскурень) — село в Рышканском районе Молдавии. Наряду с сёлами Домашканы, Дуруитоаря и Паскауцы входит в состав города Костешты.

## География
Село расположено на высоте 182 метров над уровнем моря.

## Население
По данным переписи населения 2004 года, в селе Проскурень проживает 172 человека (86 мужчин, 86 женщин).
Этнический состав села:
| Национальность | Число жителей | Процентный состав |
| -------------- | ------------- | ----------------- |
| украинцы       | 121           | 70.35             |
| молдаване      | 38            | 22.09             |
| русские        | 11            | 6.4               |
| болгары        | 2             | 1.16              |
| Всего          | 172           | 100%              |